# Pineview
Pineview es un área no incorporada ubicada del condado de Harnett en el estado estadounidense de Carolina del Norte. La comunidad se centra en la intersección de la Carretera de Carolina del Norte 87 y Carretera de Carolina del Norte 27. Pineview antes era un gran productor de árticas. 